# 아우토스트라다 A32

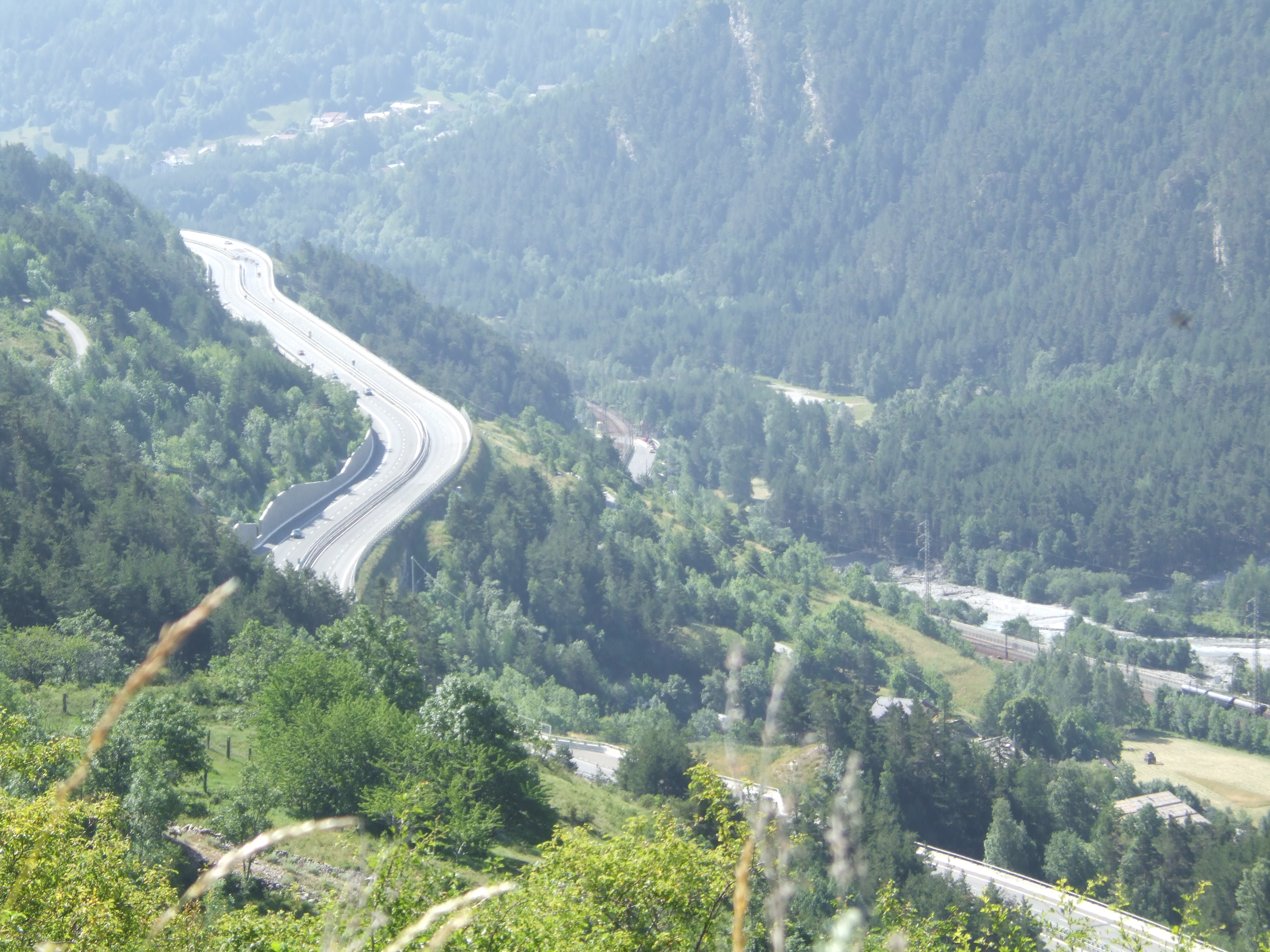
울륵스 근처를 지나가고 있는 아우토스트라다 A32

아우토스트라다 A32(이탈리아어: Autostrada A32)는 토리노에서 프레쥐스 도로 터널까지 이어주는 총 연장 73km의 거리를 가진 이탈리아의 고속도로이다. 그러나 이 도로는 바르도넥키아의 자치구를 관통하고 있는 것으로 드러난다.